# Ая (село)
А́я — село в Алтайском районе Алтайского края России. Административный центр Айского сельсовета.

## География
Располагается на левом берегу реки Катуни.

## История
Основано в 1812 г. В 1928 г. состояло из 547 хозяйств, основное население — русские. Центр Аяского сельсовета Алтайского района Бийского округа Сибирского края.

## Инфраструктура
Недалеко расположено озеро Ая, популярное среди туристов.
Вблизи, согласно распоряжению Правительства РФ, основана игорная зона «Сибирская монета».
В селе находится множество турбаз и домов отдыха, которые сосредоточены в южной части села на въезде со стороны Айского моста.

## Население
| 1926  | 1997  | 1998  | 1999  | 2000  | 2001  | 2002  |
| ----- | ----- | ----- | ----- | ----- | ----- | ----- |
| 2765  | ↘2253 | ↗2310 | ↗2313 | ↗2315 | ↘2272 | ↘2231 |
| 2003  | 2004  | 2005  | 2006  | 2007  | 2008  | 2009  |
| ↗2237 | ↘2210 | ↘2073 | ↘2038 | ↗2205 | ↗2226 | ↗2350 |
| 2010  | 2011  | 2012  | 2013  |       |       |       |
| ↘2226 | ↗2228 | ↗2239 | ↘2233 |       |       |       |

Согласно результатам переписи 2002 года, в национальной структуре населения русские составляли 89 %.